# Ariel (Satellit)
Ariel war eine Serie von britischen Forschungssatelliten, die in den 1960er und 1970er Jahren mit US-amerikanischen Thor-Delta- und Scout-Raketen in die Erdumlaufbahn gebracht wurden.
Ariel 1 war der erste Satellit, der unter Beteiligung einer fremden Nation in den USA realisiert wurde. Großbritannien lieferte zu diesem Projekt die Experimente, während die NASA für den Bau des Satelliten und der Trägerrakete zuständig war. Ariel 3 war dann der erste komplett in Großbritannien konstruierte Satellit, nur die Trägerrakete musste noch von der NASA gestellt werden.

## Liste der Satelliten
| Name    | NSSCD-ID  | Startdatum (UTC)         | Startplatz              | Trägerrakete | Bemerkungen |
| ------- | --------- | ------------------------ | ----------------------- | ------------ | --- |
| Ariel 1 | 1962-015A | 26. April 1962, 18:00    | Cape Canaveral, LC-17A  | Thor-Delta   | Untersuchung der Ionosphäre, solarer und kosmischer Strahlung. Wurde durch den US-Höhenkernwaffentest Starfish Prime funktionsuntüchtig |
| Ariel 2 | 1964-015A | 27. März 1964, 17:25     | Wallops Flight Facility | Scout X3     | Messung von galaktischer Radiostrahlung, der vertikalen Ozonverteilung und Registrierung von Mikrometeoriten                            |
| Ariel 3 | 1967-042A | 5. Mai 1967, 16:00       | Vandenberg AFB SLC-5    | Scout A      | Untersuchung der Thermosphäre, des Radiorauschens von Gewittern und aus der Milchstraße                                                 |
| Ariel 4 | 1971-109A | 11. Dezember 1971, 20:47 | Vandenberg AFB SLC-5    | Scout B1     | Untersuchung der Ionosphäre |
| Ariel 5 | 1974-077A | 15. Oktober 1974, 07:47  | San-Marco-Plattform     | Scout B1     | Suche nach Röntgenstrahlenquellen |
| Ariel 6 | 1979-047A | 2. Juni 1979, 23:26      | Wallops Flight Facility | Scout D1     | Astronomische Forschung |

## Galerie

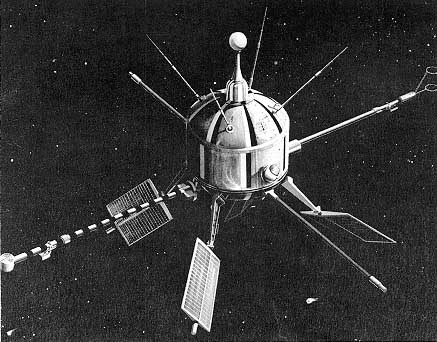
Künstlerische Darstellung von Ariel 1
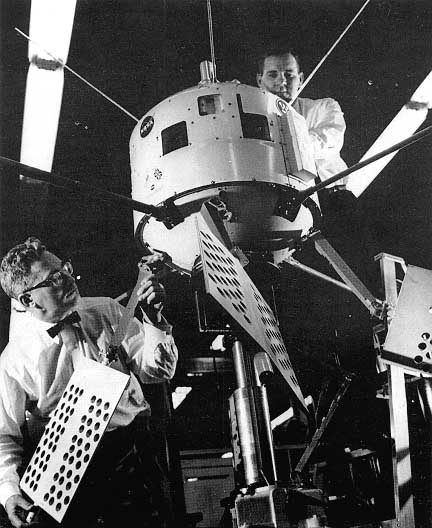
Ariel 2 bei den Startvorbereitungen
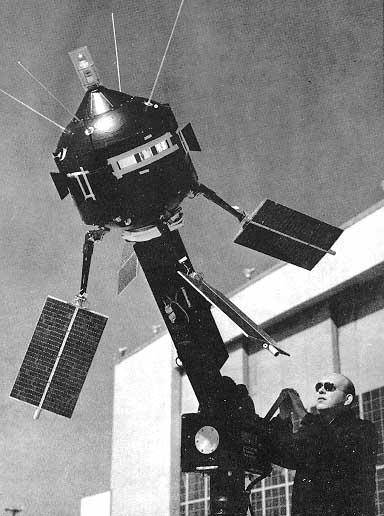
Modell von Ariel 3
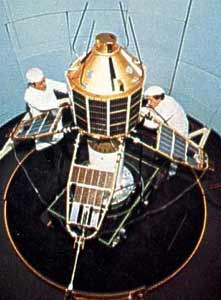
Ariel 4 bei den Startvorbereitungen
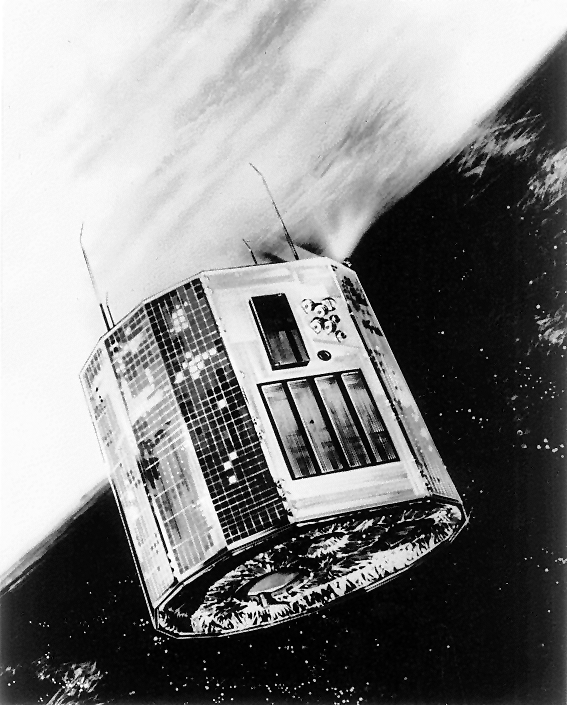
Künstlerische Darstellung von Ariel 5
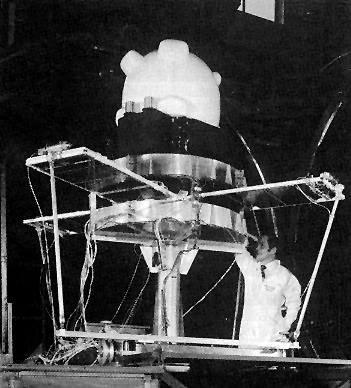
Ariel 6 bei den Startvorbereitungen